# Linda Algotsson
Linda Camilla Algotsson (Nybro, 22 de marzo de 1972) es una jinete sueca que compitió en la modalidad de concurso completo. Su hermana Sara compitió en el mismo deporte.
Ganó dos medallas de plata en el Campeonato Europeo de Concurso Completo, en los años 1999 y 2003, en la prueba individual. Participó en cinco Juegos Olímpicos de Verano, entre los años 1996 y 2016, ocupando el cuarto lugar en Pekín 2008 y en Londres 2012 y el séptimo en Atlanta 1996, en la prueba por equipos.

## Palmarés internacional
| Campeonato Europeo | Campeonato Europeo    | Campeonato Europeo | Campeonato Europeo |
| Año                | Lugar                 | Medalla            | Categoría          |
| ------------------ | --------------------- | ------------------ | ------------------ |
| 1999               | Luhmühlen (Alemania)  | Medalla de plata   | Individual         |
| 2003               | Punchestown (Irlanda) | Medalla de plata   | Individual         |